# Vem är det. Svensk biografisk handbok

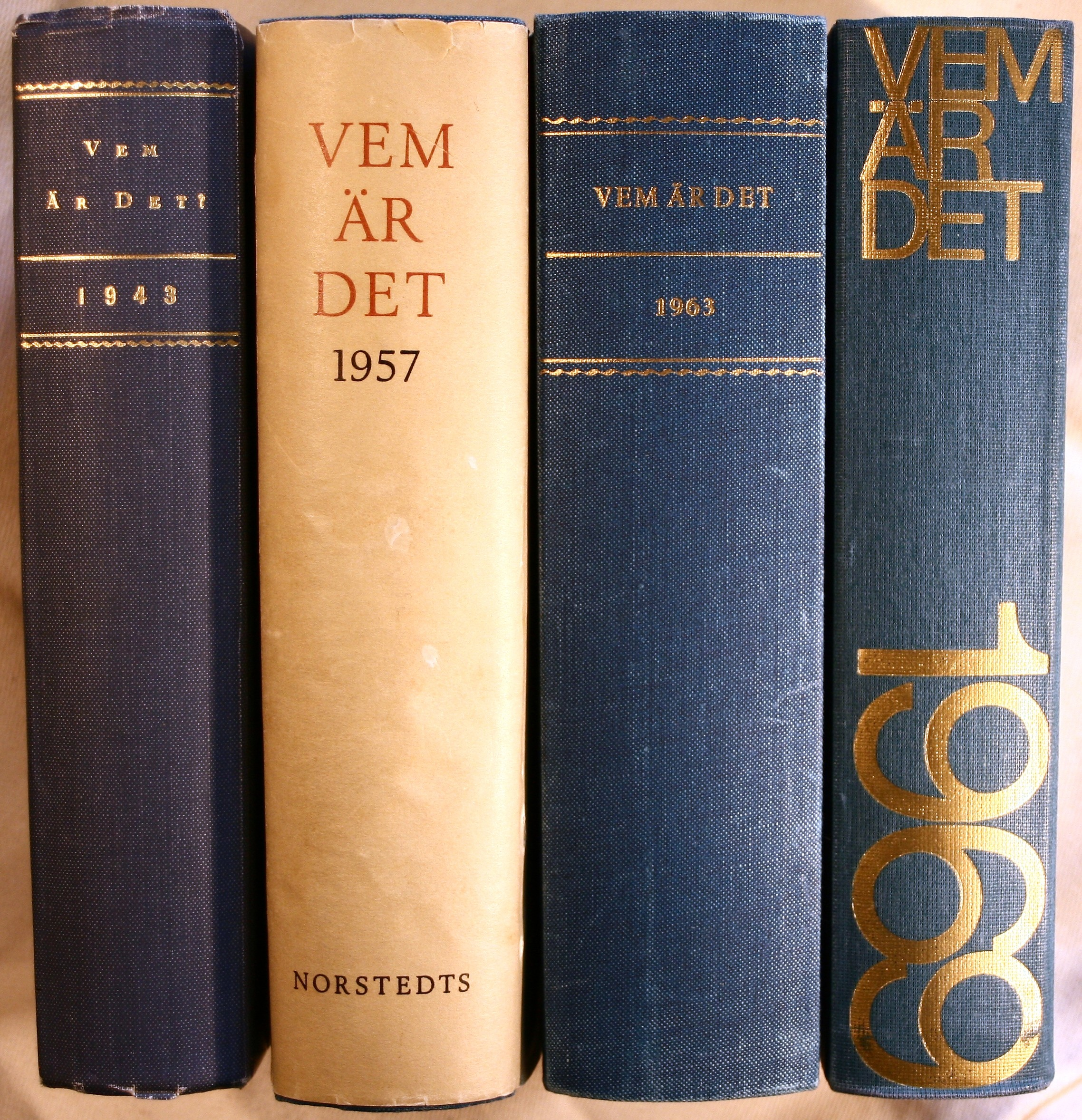
Vem är det

Vem är det. Svensk biografisk handbok (deutsch Wer ist es. Schwedisches biographisches Handbuch) ist ein Nachschlagewerk mit biographischen Angaben, das in den Jahren zwischen 1912 und 2001 im Verlag „P. A. Norstedt & Söners“ in 45 Ausgaben veröffentlicht wurde. Diese erschienen in einem zweijährigen Rhythmus zunächst von 1912 bis 1920, danach ab 1923 in ungeraden Jahren. 2007 wurde eine 46. Ausgabe vom Verlag der Nationalcyklopedin in Malmö veröffentlicht, die jedoch wieder eingestellt wurde.

## Geschichte
Die Reihe wurde von dem schwedischen Journalisten, Autor, Übersetzer und Biografen Johan Erik August Thyselius (1854–1924) gegründet, der sie bis zu seinem Tod im Jahr 1924 herausgab.
Die zumeist kurzen biografischen Einträge umfassen Geburtsdaten, Angaben zu den Eltern, zum Beruf oder zu den veröffentlichten Werken von zur Zeit der Erstellung noch lebenden bekannten Personen aus den Bereichen Kirche, Kultur, Medien, Politik, Sport, Wirtschaft, Wissenschaft oder der öffentlichen Verwaltung. Die beschriebenen Personen trugen durch eigene Angaben zu den abgedruckten Biografien bei. Zudem wurde Einträge von wichtigen amerikanischen Bürgern mit schwedischen Vorfahren abgedruckt.

## Ausgaben und ähnliche Werke
Ab 1912 alle zwei Jahre bis 2001 und einmalig 2007
- Digitalisierte Artikel für einige Ausgaben (runeberg.org)

Ähnliche Nachschlagewerke (Auswahl)
- Who’s Who seit 1847.
- Wer ist wer? Schmidt-Römhild, seit 1905.
- Gunnar Sjöström (Hrsg.): Vem är vem i Norden. Biografisk handbok. Bonnier, Stockholm 1941.
- Vad är vem i Sverige? Svensk biografihandbok. Stenström & Bartelson, Malmö 1943.
- Vem var det? (Wer war das?) P. A. Norstedt & Söner Stockholm 1944 (schwedisch, runeberg.org).
- Vem är vem? (Wer ist wer?) Zwei Auflagen. Vem är Vem Bokförlag, Stockholm 1945–1968 (schwedisch, runeberg.org).